# Harry Stradling Jr.
Harry Stradling Jr. (ur. 7 stycznia 1925 w Nowym Jorku, zm. 17 października 2017 w Woodland Hills) – amerykański operator filmowy dwukrotnie nominowany do Oscara za zdjęcia do filmów: 1776 (1972; reż. Peter H. Hunt) oraz Tacy byliśmy (1973; reż. Sydney Pollack).
Był cenionym operatorem westernów. Pracował m.in. przy 6 filmach tego gatunku wyreżyserowanych przez Burta Kennedy’ego. Kilkakrotnie współpracował także z takimi reżyserami jak: Blake Edwards, Andrew V. McLaglen i Jack Smight. Był autorem zdjęć do słynnego filmu Arthura Penna Mały Wielki Człowiek (1970).
Jego ojciec Harry Stradling Sr. również był uznanym operatorem filmowym. Otrzymał 14 nominacji do Oscara, w tym dwukrotnie zdobył statuetkę za najlepsze zdjęcia. Operatorem z okresu kina niemego był także wuj Walter Stradling (zm. 1918).

## Filmografia
- Gunsmoke (1955–75; serial TV); autor zdjęć do 86 odcinków z lat 1964–1967
- Witajcie w Ciężkich Czasach (1967)
- Billy Young (1969)
- Popierajcie swego szeryfa (1969)
- Dobrzy chłopcy i źli chłopcy (1969)
- Paskudny Dingus Magee (1970)
- Był sobie łajdak (1970)
- Mały Wielki Człowiek (1970)
- Popierajcie swego rewolwerowca (1971)
- Coś wielkiego (1971)
- Błędne koło (1971)
- Terror w przestworzach (1972)
- 1776 (1972)
- Tacy byliśmy (1973)
- Człowiek, który kochał Tańczącą Kotkę (1973)
- Bank do obrobienia (1974)
- Samotny detektyw McQ (1974)
- Rooster Cogburn (1975)
- Z zaciśniętymi zębami (1975)
- Mitchell (1975)
- Atomowy autobus (1976)
- Bitwa o Midway (1976)
- Aleja potępionych (1977)
- Niepokonany (1977)
- Spartanie (1978)
- Konwój (1978)
- Przepowiednia (1979)
- Wojskowa Akademia Imprezowa (1980)
- Karnawał (1980)
- S.O.B. (1981)
- W poszukiwaniu D.B. Coopera (1981)
- Najlepszy kumpel (1981)
- George Washington (1984; serial TV)
- Micky i Maude (1984)
- Niezły bajzel (1986)
- Randka w ciemno (1987)
- Golfiarze II (1988)